# Абрамовка (посёлок, Таловский район)
Абра́мовка — посёлок сельского типа в Таловском районе Воронежской области. Административный центр Абрамовского сельского поселения. Железнодорожная станция.

## География
Климат умеренный. Посёлок расположен в бассейне Дона в междуречье Битюга и Хопра, в 145 километрах к юго-востоку от Воронежа (областного центра).

## История
Основан в 1892 году в связи со строительством железной дороги «Харьков—Балашов».
В 1900 году в посёлке было всего два дома и проживало 35 человек. С 1906 года по 1908 год станция стала быстро заселяться. Этому во многом способствовала столыпинская земельная реформа. Главный приток населения шёл в основном из села Подгорное. Селились квадратами — по 9 хозяйств в каждом. Для строительства нарезался участок земли 15 х15, который выкупался у хозяина, каковым был помещик Раевский. В 1905 г., в посёлке уже было 445 жителей, имелся 81 двор. Одними из первых жителей посёлка были: Дорохин, Гаврилов, Колосков, Лузяков, Мамонтов, Ротмиров, Лыжнев, Подкопаев, Богданов. Почти все они стали предпринимателями и дельцами.
Постепенно станция росла и в промышленном и в торговом отношении. Для переработки сырья с целью продажи готовой продукции в 1913 году в Абрамовке была построена мельница и маслозавод. Они принадлежали промышленнику Каверину. К 1916 году в посёлке насчитывалось около 118 дворов, имелось 16 складов купцов и ссыпщиков зерна, 6 пекарен, 12 магазинов частных торговцев, 4 лесосклада, 7 кабаков, но не было построено ни одной школы и медицинского учреждения. До 1926 года лечебная помощь нуждающимся оказывалась фельдшером в частном доме, до 1917 года лечение было платным.
После Октябрьской революции, 2 ноября 1917 года Новохопёрский уездный Совет установил советскую власть в Синявской волости, куда входила Абрамовка.

## Административное подчинение
- 1892—1928 гг.: Синявская волость Новохопёрского уезда Воронежской губернии
- 1928—1930 гг.: Елань-Коленовский район Борисоглебского округа Центрально-Чернозёмной области
- 1930—1934 гг.: Елань-Коленовский район Центрально-Чернозёмной области
- 1934—1938 гг.: Елань-Коленовский район Воронежской области
- 1938—1959 гг.: Абрамовский район[2] Воронежской области
- 1959—1963 гг.: Елань-Коленовский район Воронежской области
- 1963 г. — н.в.: Таловский район Воронежской области[3]

## Население
| 1959 | 2002  | 2003  | 2010  |
| ---- | ----- | ----- | ----- |
| 5588 | ↘3444 | ↘3400 | ↘3363 |

В настоящее время в посёлке Абрамовка насчитывается 1528 домовладений, проживает 3484 жителя.
Национальный состав
В посёлке Абрамовка в основном 90 % русского населения. Язык общения в быту — русский.

## Экономика
По данным на 2014 год в Абрамовке действуют средняя школа, ООО «Абрамовский комбинат хлебопродуктов», входящий в состав АПК «Стойленская Нива».
До перестройки в Абрамовке действовали: маслозавод; комбинат хлебопродуктов; мясокомбинат; РТС; железнодорожная станция; колхоз имени Тельмана и др.

## Транспорт
Железнодорожная станция — Абрамовка на линии Лиски—Поворино. Железная дорога разделяет посёлок на две неравные части (электрички: «Таловая—Новохопёрск»; «Лиски—Поворино»).
Рядом проходит автомобильная дорога направлением «Лиски-Борисоглебск» — ответвление от трассы М-4 «ДОН».

## Люди, связанные с посёлком
- Коваль, Александр Моисеевич (1913, Абрамовка — 2005) — подполковник Советской Армии, участник Великой Отечественной войны, Герой Советского Союза.
- Огнёв, Иван Михайлович — Герой Советского Союза.